# Torino Palasport Olimpico
El Torino Palasport Olimpico és un complex esportiu i d'exposicions situat a la ciutat de Torí (Itàlia). Està situat al barri de Santa Rita, al sud de la ciutat, al costat de l'Estadi Olímpic de Torí.
Fou inaugurat el desembre de 2005 com a seu de l'hoquei sobre gel, juntament amb el Torino Esposizioni, dels Jocs Olímpics d'Hivern de 2006 realitzats a la ciutat de Torí. Amb una superfície de 18.000 m² i una capacitat màxima per a 13.000 espectadors, l'edifici fou dissenyat per Arata Isozaki i Pier Paolo Maggiora.
Al llarg de la seva història ha estat seu de la Universíada d'hivern de 2007, del Campionat d'Europa de Gimnàstica Rítmica l'any 2008 i de la final de la Copa ULEB de la temporada 2007-08 i 2008-09. El febrer de 2010 s'anuncià que serà la seu de la final a quatre de l'Eurolliga 2010-2011.